# Ralytupa flaviscapularis
Ralytupa flaviscapularis är en tvåvingeart som först beskrevs av Loïc Matile 1970.  Ralytupa flaviscapularis ingår i släktet Ralytupa och familjen platthornsmyggor. Inga underarter finns listade i Catalogue of Life.